# Hulans naturreservat

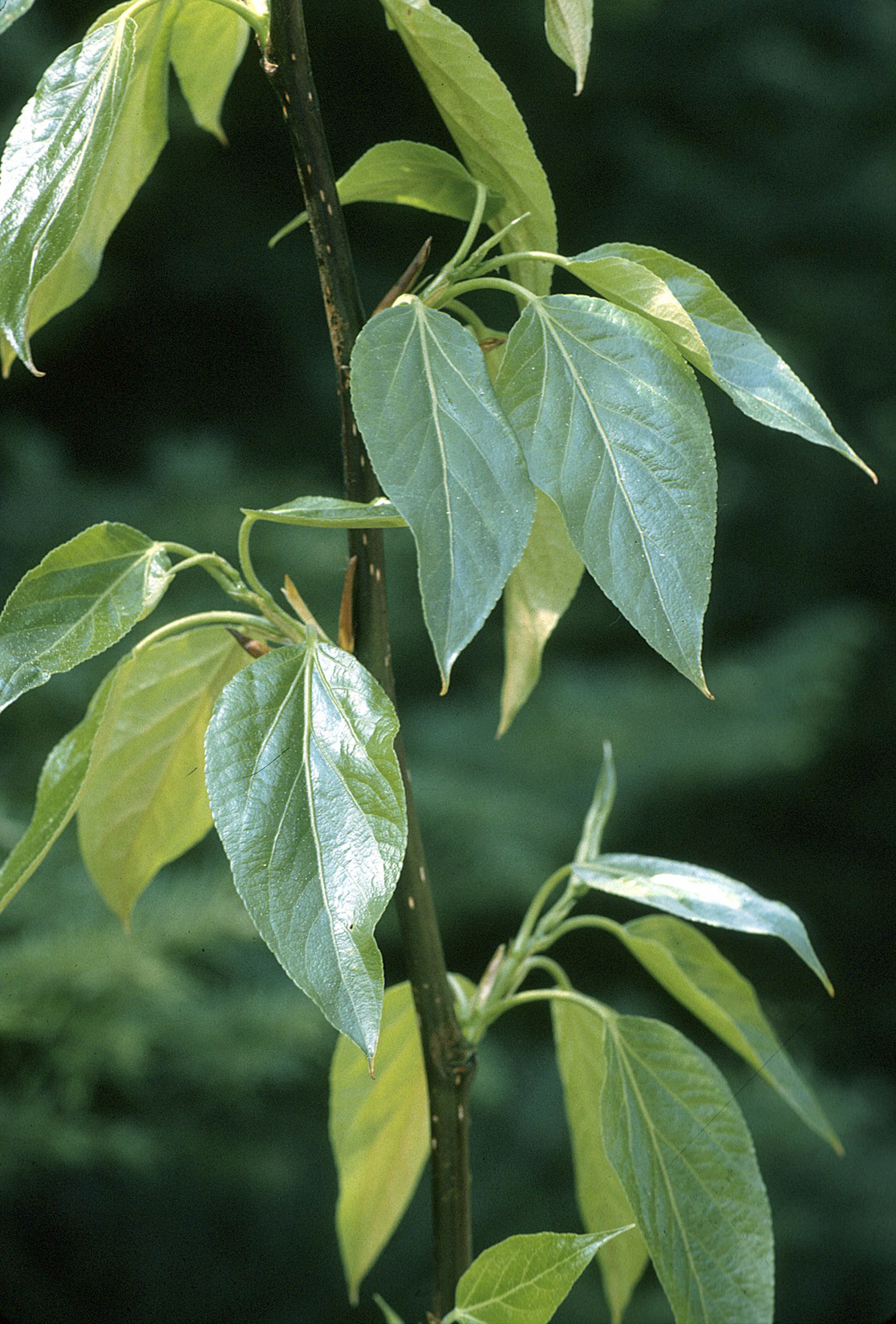
Balsampoppel

Hulan är ett naturreservat i Lerums socken i Lerums kommun i Västergötland. 
Reservatet är skyddat sedan 2002 och omfattar 8 hektar. Det ligger 2,5 km sydväst om Lerums centrum, vid sjön Aspens sydöstra strand. 
Från sydöst rinner en bäck genom området och mynnar i sjön Aspen. I sydvästra delen finns områden av våtmark. Det stora värdet i reservatet är grovvuxen ekskog som tidigare utgjort park och betesmark. Därför kan främmande trädslag hittas som till exempel balsampoppel, silvergran och bok. Här finns också enstaka äldre askar, lindar och almar. Skogen medför att det finns intressanta organismer i form av lavar, svampar och insekter. Bidragande till det är död ved från grova torrträd och lågor efter gammelekar.
Naturreservat förvaltas av Västkuststiftelsen. Området ingår i EU:s ekologiska nätverk av skyddade områden, Natura 2000.